# Idea lynceus
Idea lynceus är en fjärilsart som beskrevs av William Lucas Distant 1882. Idea lynceus ingår i släktet Idea och familjen praktfjärilar. Inga underarter finns listade i Catalogue of Life.